# Šajitli
Šajitli místně Ešig (avar. Шайикь, Шагьикь [Ša'itli]) je obec v okrese Cunta v Dagestánské republice Ruské federace.

## Charakteristika obce
Počet obyvatel obce se v průběhu let mění kvůli vysoké migraci. Počet obyvatel se v 21. století pohybuje okolo 650 obyvateli.
Leží na začátku stejnojmenného údolí pod Bogoským hřebenem. Okolo obce protéká stejnojmenná řeka. Nachází se ve výšce 1750 m n. m. Dostupnost obce je komplikovaná kvůli vysokohorským podmínkám v zimních měsících a častým sesuvům půdy v letních měsících.
Historie obce souvisí s historii údolí Šajitli. V gruzínských záznamech nese údolí název Ilanchevi (ილანხევი). Je obýváno didoetskými národy, a to výhradně Cezy, kteří udržují některé tradice. V obci Šajitli je zachován godekan, tedy místo kde se scházel stařešina kmene a projednával všední otázky dne. V obci je zachovalá architektura budov z 19. století. Každoroční únorová slavnost Igby. Blízko obce jsou archeologická naleziště, historické hřbitovy a ruiny strážních věží.